# Isma bonota
Isma bonota is een vlinder uit de familie van de dikkopjes (Hesperiidae). De wetenschappelijke naam van de soort is voor het eerst geldig gepubliceerd in 1959 door Cantlie & Norman.